# Burmese (jument)

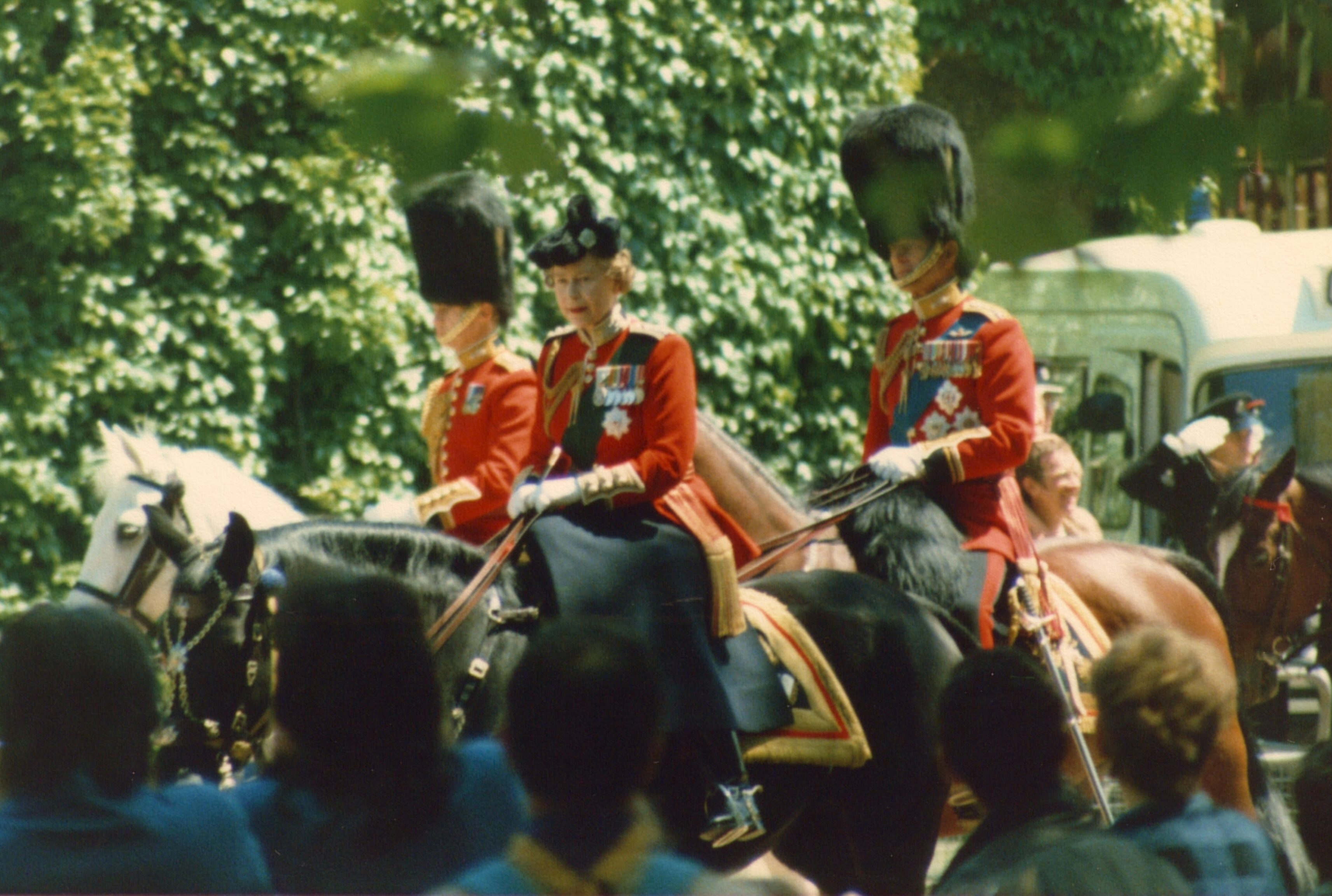
Élisabeth II pendant sa dernière apparition publique sur Burmese, en 1986.

Burmese (1962–1990) est une jument noire, offerte à la reine Élisabeth II par la Gendarmerie royale du Canada. La reine apparaît très régulièrement sur cette jument durant dix-huit années consécutives, de 1969 à 1986. Elle défile notamment lors du Trooping the Colour.
En 1981, une personne déséquilibrée tire plusieurs coups à blanc en direction de la reine et de sa monture. La jument part au galop puis s'arrête très rapidement grâce à l'assurance de la reine qui la monte, ce qui lui donne une réputation de grande fiabilité.